# Флор Ліонський
Флор Ліонський — диякон Ліонської єпархіальної церкви у Франкській державі, що жив у IX столітті. Прославився завдяки написанню у середині IX століття знаменитої оди «Скарга про поділ імперії», де подає свідчення про розпад Франкської імперії.